# Девушка и Гранд
«Девушка и Гранд» — советский художественный фильм-мелодрама, поставленный на Киностудии «Ленфильм» в 1981 году режиссёром Виктором Садовским. Премьера фильма состоялась в июне 1982 года.

## Сюжет
Вначале Марина была просто конюхом и с удовольствием ухаживала за своим воспитанником. Когда-то она спасла коня от смерти, выходила и назвала его Грандом. Теперь им предстоит пережить много приключений, прежде чем они получат свой первый приз на международных соревнованиях.

## В ролях
- Марина Дюжева — Марина Кошевая
- Аристарх Ливанов — Афанасий Васильевич Гусаров
- Виктор Евграфов — Полунин
- Эрнст Романов — Андрей Андреевич, главный тренер
- Нина Ургант — мать Марины
- Олег Жаков — конюх Петрович
- Николай Скоробогатов — Николай Васильевич, директор Берёзовского конезавода
- Светлана Колышева — Наташа
- Александр Демьяненко — Трубников, новый директор
- Николай Крюков — Иван Никонович, директор ипподрома
- Николай Лавров — Майкл Смит
- Николай Озеров — спортивный комментатор

## Съёмочная группа
- Авторы сценария — Валентин Ежов, Виктор Садовский
- Постановка — Виктора Садовского
- Главный оператор — Виктор Карасёв
- Главный художник — Борис Бурмистров
- Композитор — Александр Журбин
- Текст песни — Игоря Шаферана
- Звукооператор - Геннадий Корховой

## Награды
- 1982 — 15 ВКФ (Таллин) по разделу художественных фильмов: диплом жюри Виктору Садовскому за фильм «Девушка и Гранд»[1].
- Бронзовая медаль фильму и приз «За лучшую женскую роль» М. Дюжевой на IX ВКФ спортивных фильмов (1983).